# Mimi Wikstedt
Marie "Mimmi" Wikstedt (* 30. April 1954) ist eine ehemalige schwedische Tennisspielerin.

## Karriere
Während ihrer Tennislaufbahn gewann sie ein WTA-Turnier im Doppel.
Von 1973 und 1981 spielte sie für die schwedische Fed-Cup-Mannschaft. Von ihren 21 Partien konnte sie zehn gewinnen.
Meistens spielte sie im Doppel.
Sie lebt in Båstad und trainiert dort die Kinder.

## Turniersiege

### Doppel
| Nr. | Datum        | Turnier   | Kategorie                      | Belag           | Partnerin    | Finalgegnerinnen             | Ergebnis  |
| --- | ------------ | --------- | ------------------------------ | --------------- | ------------ | ---------------------------- | --------- |
| 1.  | Februar 1982 | Nashville | WTA Avon Championships Circuit | Teppich (Halle) | Chris O’Neil | Sheila McInerney Jane Preyer | 6:4, 7:63 |